# Summer Songs
Summer Songs är en EP av Club 8, utgiven 2002 på svenska Labrador och amerikanska Hidden Agenda Records.

## Låtlista
1. "Things We Share" - 2:56
2. "Mornings" - 3:36
3. "You and Me" - 1:57
4. "Don't Stop the Night" - 2:21
5. "Sounds from the Gulf Stream" - 4:18

### Fotnoter
1. ↑  ”Summer Songs”. Discogs.com. http://www.discogs.com/Club-8-Summer-Songs/release/890585. Läst 12 april 2012.